# Hodina zpěvu (album)
Hodina zpěvu (1992) je album písniček Jaroslava Uhlíře (hudba) a Zdeňka Svěráka (texty) z televizního pořadu Hodina zpěvu. Obsahuje 10 písniček, které zpívají autoři spolu s dětským sborem Sedmihlásek. Doprovází je skupina Pavla Nikla. Mezi písničkami jsou mluvené komentáře autorů. Sleeve-note napsal Zdeněk Svěrák.

## Seznam písniček
1. Kluci kluci s klukama
2. Káča našla ptáče
3. Panský kočí
4. Maminčin perník
5. Vlnitý plech
6. Naše rodina šílí
7. Na té naší pouti
8. Nastává máj
9. Déšť bubnuje na lepenku
10. Topné období

Aranžmá písní je dílem Jaroslava Uhlíře (2, 3, 5–10) a Jiřího Strohnera (1, 4).